# Clement Athelston Arrindell
Sir Clement Athelston Arrindell GCMG GCVO QC (* 19. April 1931 in Basseterre; † 27. März 2011) war zwischen 1981 und 1983 Gouverneur von St. Kitts und Nevis, das damals zu den britischen Überseegebieten zählte, und nach der Unabhängigkeit des Inselstaates dessen Generalgouverneur bis 1995. Sein Nachfolger wurde Cuthbert Sebastian.
Zuvor war Arrindell Barrister und Mitglied des Lincoln’s Inn, einen der vier Inns of Court mit Sitz in London. Ab 1964 fungierte er als Richter auf seiner Heimatinsel, bevor er 1978 zum Richter des West Indies Associated States Supreme Court ernannt wurde. Dieses Amt bekleidete Arrindell bis 1981.